# یلوه‌های نم‌زی
یلوه‌های نم‌زی (نام علمی: Canirallus) نام یک سرده از تیره یلوگان است.